# Distrikt Sapillica
Der Distrikt Sapillica liegt in der Provinz Ayabaca in der Region Piura in Nordwest-Peru. Der Distrikt wurde am 23. Februar 1946 gegründet. Er hat eine Fläche von 275 km². Beim Zensus 2017 lebten 10.901 Einwohner im Distrikt. Im Jahr 1993 betrug die Einwohnerzahl 9114, im Jahr 2007 11.127. Verwaltungssitz ist die 1466 m hoch gelegene Ortschaft Sapillica mit 1065 Einwohnern (Stand 2017). Sapillica liegt 33 km westsüdwestlich der Provinzhauptstadt Ayabaca.

## Geographische Lage
Der Distrikt Sapillica liegt in der peruanischen Westkordillere im südlichen Westen der Provinz Ayabaca. Er besitzt eine Längsausdehnung in Nord-Süd-Richtung von 21 km sowie eine maximale Breite von 16 km. Der Río Chipillico, linker Nebenfluss des Río Chira, entwässert das Areal in westlicher Richtung.
Der Distrikt Sapillica grenzt im Westen an den Distrikt Tambogrande, im Nordwesten an den Distrikt Las Lomas (beide in der Provinz Piura), im Norden an den Distrikt Paimas, im Osten an den Distrikt Lagunas sowie im Süden an den Distrikt Frías.